# Nantai
Nantai (kinesiska: 南台, 南台镇) är en köpinghuvudort i Kina. Den ligger i provinsen Liaoning, i den nordöstra delen av landet, omkring 110 kilometer sydväst om provinshuvudstaden Shenyang. Antalet invånare är 61 342. Befolkningen består av 29 539 kvinnor och 31 803 män. Barn under 15 år utgör 15,0 %, vuxna 15-64 år 76 %, och äldre över 65 år 8,0 %.
Runt Nantai är det tätbefolkat, med 442 invånare per kvadratkilometer. Närmaste större samhälle är Haicheng, 9,4 km sydväst om Nantai. Trakten runt Nantai består till största delen av jordbruksmark.
Genomsnittlig årsnederbörd är 976 millimeter. Den regnigaste månaden är juli, med i genomsnitt 249 mm nederbörd, och den torraste är januari, med 7 mm nederbörd.